# Saint-Jorioz
Saint-Jorioz é uma comuna francesa na região administrativa de Auvérnia-Ródano-Alpes, no departamento da Alta Saboia. Estende-se por uma área de 21.12 km². Em 2010 a comuna tinha 6 059 habitantes (densidade: 286,9 hab./km²).